# Бацманов, Александр Григорьевич
Александр Григорьевич Бацманов (укр. Олександр Григорович Бацманов; род. 27 августа 1977, Лутугино, Ворошиловградская область) — украинский футболист, полузащитник.

## Биография
Воспитанник луганской «Зари», где его тренером был Юрий Рабочий. В 1992 году стал игроком лутугинского клуба МАЛС из чемпионата Луганской области. В составе команды стал победителем областного первенства сезона 1992/93. Со следующего сезона команда стала называться «Металлург». Летом 1995 года перешёл в луганскую Зарю-МАЛС. В чемпионате Украины провёл лишь одну игру, 29 июля 1995 года против тернопольской «Нивы» (1:3). Затем Бацманов вернулся в лутугинский «Металлург». Некоторое время играл за ровеньский «Шахтёр». В 1997 году стал победителем Кубка Луганской области. Последний раз сыграл в составе «Металлурга» играл в 2006 году.